# Огузхан (палац)
37°56′03″ пн. ш. 58°22′50″ сх. д. / 37.9343° пн. ш. 58.3806° сх. д.
Палац Огуз-хана (туркм. Oguz han köşgi) — будівля в Ашхабаді, столиці Туркменістану, офіційна резиденція Президента Республіки. 

## Розташування
Палац Огуз-хана розташований на вулиці Відродження, одній з центральних вулиць туркменської столиці Ашхабада. 
Він є частиною більшого комплексу, який також включає Палац Туркменбаші (туркм. Turkmenistan Türkmenbaşi köşgi), завершений в 1997 році, на Майдані Незалежності та колишню будівлю Центрального комітету Комуністичної партії на вулиці Карла Маркса. 
У цьому районі є інші важливі будівлі, такі як Державна академія мистецтв і Центральний банк Туркменістану.

## Історія виникнення

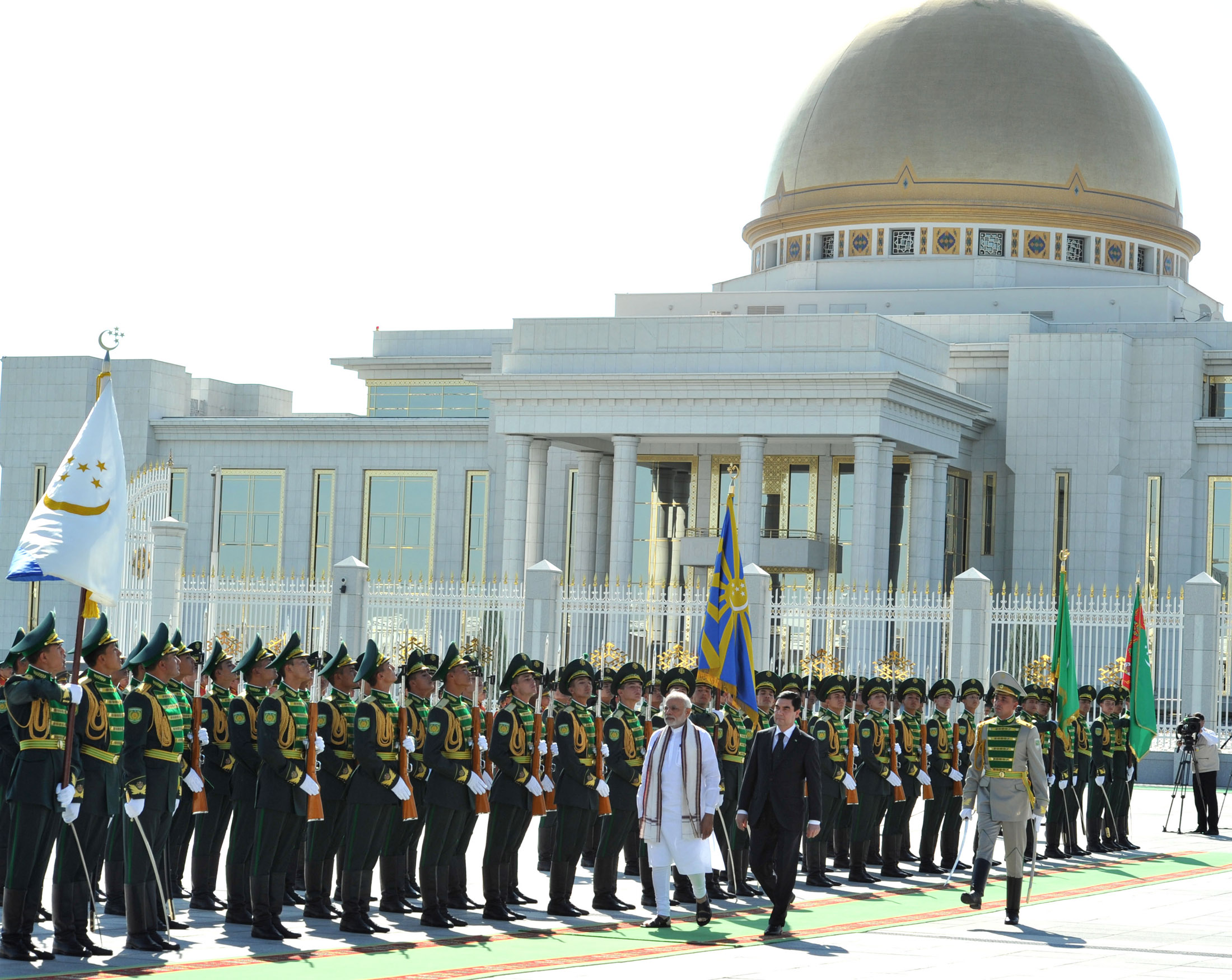
Бердимухамедов приймає Нарендра Моді перед старим палацом Туркменбаші

Палац Огуз-хана був побудований за дорученням Гурбангули Бердимухамедова, який обійняв посаду президента після смерті Сапармурата Ніязова у 2006 році. 
Відтоді він намагався обмежити культ особистості свого попередника, якого вшановували як Туркменбаші, «вождя туркменів». 
Водночас Бердимухамедов прагнув сильнішого позиціювання себе, що також має відображатися в архітектурі столиці. 
Окрім будівництва таких споруд, як пам’ятник Бердимухамедову, президент також розпорядився побудувати новий президентський палац, оскільки старий палац Туркменбаші 1997 року вже не відповідав вимогам для такої будівлі.

Реалізувала проект французька будівельна компанія Bouygues, яка вже реалізувала кілька проектів у Туркменістані, в тому числі планування колишнього президентського палацу. 
Роботи розпочато у 2008 році і були завершені навесні 2011 року. 
18 травня 2011 року Бердимухамедов з урочистою церемонією відкрив свою офіційну резиденцію. 

Палац названий на честь Огуз-хана, легендарного предка огузів. 
Деякі тюркські народи ведуть своє етнічне походження від Огуз-хана.

## Будівля
Палац Огуз-хана побудований з білого мармуру, прикрашеного численними золотими прикрасами. 
Три золоті куполи особливо характеризують зовнішній вигляд будівлі. 
Виходить на вулицю, має широкий критий пандус для державних автомобілів. 
Позаду є великі сади в східному стилі, прикрашені фонтанами.
У будівлі можуть проходити міжнародні дискусії за участю до чотирнадцяти делегацій. 
На міжнародних зустрічах використовуються численні зали, в тому числі так званий Золотий зал, призначений для високопоставлених державних гостей. 
Також є сучасне обладнання для прес-конференцій і прямих трансляцій з президентського палацу.
У будівлі вже відбулися численні дипломатичні зустрічі. 
Серед гостей були прем'єр-міністр Індії Нарендра Моді, президент Росії Володимир Путін, колишній держсекретар США Джон Керрі та президент Південної Кореї Мун Чже Ін провели переговори в палаці Огуз-Хана. 